# Приболовец, Степан Леонтьевич
Степан Леонтьевич Приболовец (29 ноября 1901 — 22 ноября 1999) — советский хозяйственный, государственный и политический деятель, Герой Социалистического Труда.

Могила Приболовца на кладбище «Кальфа» в Севастополе.

## Биография
Родился в 1901 году в селе Копище. Член КПСС.
С 1922 года — на хозяйственной, общественной и политической работе. В 1922—1972 годах — агроном в сельскохозяйственных предприятиях Сумской области Украинской ССР, советский работник сельского хозяйства, участник Великой Отечественной войны в 519-м сапёрном батальоне и в партизанском отряде на территории Краснодарского края, управляющий животноводческим отделением Пищепромкомбината имени Сталина в посёлке Хуторок Ново-Кубанского района, директор откормочного совхоза «Хуторок» Министерства мясной и молочной промышленности СССР в Ново-Кубанском районе, директор совхоза «Стрелка» Темрюкского района Краснодарского края.
Указом Президиума Верховного Совета СССР от 5 октября 1949 года присвоено звание Героя Социалистического Труда с вручением ордена Ленина и золотой медали «Серп и Молот».
Умер 22 ноября 1999 года и похоронен в Севастополе.